# Valtorta
Valtorta [valˈtɔrta] (Altórta [alˈtoɾta], Valtórta [valˈtoɾta], Altòrta [alˈtɔɾta], Valtòrta [valˈtɔɾta] in dialetto bergamasco) è un comune italiano di 235 abitanti della provincia di Bergamo in Lombardia.
Situato in Val Stabina, laterale dell'alta Val Brembana, dista circa 50 chilometri a nord-ovest dal capoluogo orobico.
Il territorio di Valtorta, avvolto nella Valle Stabina, è suddiviso in una serie di frazioni. Fornonuovo, Rava, Valtorta centro, Torre, Grasso, Cantello, Costa e Scasletto sono gli otto borghi che oggi caratterizzano il comune di Valtorta.

## Geografia fisica

### Territorio
Il territorio, immerso nella valle Stabina, presenta notevoli proposte, adatte ad ogni tipo di utenza. Il turismo estivo offre opportunità adatte a tutte le esigenze, dall'esperto escursionista all'utente saltuario. Durante l'inverno numerose sono le piste da sci, che si spingono fino ai Piani di Bobbio, località posta sul confine con la Valsassina e la provincia di Lecco.

## Storia
Piccolo borgo incastonato tra i monti, che deve l'origine del proprio toponimo alla conformazione tortuosa (valle tortuosa) che questa valletta possiede, non annovera episodi di spessore nella sua storia.
È comunque usanza comune credere che tuttavia i primi insediamenti stabili in questa zona siano riconducibili all'epoca delle invasioni barbariche, quando le popolazioni soggette alle scorrerie si rifugiarono in luoghi remoti, al riparo dall'impeto delle orde conquistatrici. In particolar modo si presume che siano stati gli abitanti della vicina Valsassina ad arrivare per primi (presumibilmente attorno al VI secolo), come testimoniano alcuni toponimi uguali tra le due zone. In tal senso fu a lungo legata alla pieve di Primaluna, situata nella suddetta valle, con la quale il paese è collegato tramite i Piani di Bobbio, ora rinomata località turistica.
Tuttavia in epoca medievale in questo piccolo borgo, unitamente al vicino comune di Cassiglio, si sviluppò una fiorente attività estrattiva di materiali come il ferro e l'argento, con il conseguente sviluppo di attività ad esse legate, quali la lavorazione del ferro in chiodi tramite magli azionati dai numerosi corsi d'acqua che attraversano il territorio comunale. Si narra che il ferro arrivasse dalla Valle di Scalve e dalla val Seriana, e per la sua lavorazione venisse impiegato un elevato numero di addetti.
Lo sfruttamento di queste potenzialità mise questa piccola valle al centro delle mire delle signorie dei Torriani prima e dei Visconti poi.
Il tutto continuò anche con l'arrivo della Serenissima, che, a differenza dei predecessori, garantì numerosi sgravi all'intera zona.
In questo periodo nacque Girolamo Regazzoni, forse il paesano più importante della storia di questo piccolo borgo. Dopo essere emigrato a Venezia, allora il centro di ogni attività, venne eletto prima vescovo di Bergamo, poi nunzio apostolico a Parigi, partecipando pure al Concilio di Trento.
Il termine della dominazione veneta ed il conseguente avvento della Repubblica Cisalpina portò grandi cambiamenti a Valtorta, che si trovò inglobato nel cantone dell'alta Valle Brembana, con capoluogo a Piazza, e si vide revocati numerosi privilegi che la Repubblica di San Marco aveva assicurato per secoli all'intera zona. Gli anni seguenti videro succedere alla dominazione francese quella austriaca, fino al 1859, quando nacque il Regno d'Italia.
I tempi recenti non hanno segnalato episodi di particolare importanza, se non la tragedia causata da una slavina che, nel 1888, causò la morte di trenta persone nella contrada Torre.
Il XX secolo vide la progressiva chiusura delle miniere, che diedero inizio ad un lento ma inesorabile processo di spopolamento. Questo venne parzialmente attenuato dallo sviluppo turistico che ha dato nuovo impulso all'economia locale, aiutata anche dal rilancio dei prodotti tipici locali, in particolar modo in ambito caseario.

### Simboli
Lo stemma e il gonfalone sono stati concessi con decreto del presidente della Repubblica del 25 febbraio 2008.
Il gonfalone è un drappo di bianco con la bordatura di verde.
Il campanile raffigurato è quello della chiesa trecentesca in contrada Torre; la ruota dentata simboleggia l'attività delle miniere, un tempo abbondanti, ed allude inoltre alagli ingranaggi dell'orologio posto all'ingresso del paese. L'inquartato di argento e di verde è il vecchio stemma comunale in uso prima dell'adozione di quello attuale.

## Monumenti e luoghi di interesse

### Architetture Religiose
Di notevole interesse è la chiesa di Sant'Antonio Abate che, costruita nel XIV secolo, rappresenta uno degli esempi di chiesa medievale meglio conservata in tutta l'alta valle Brembana. Molto particolari, oltre allo stile romanico, sono il campanile a pianta quadrata con bifore ed i dipinti, da poco restaurati, sulle pareti esterne.
È infine d'obbligo menzionare la chiesa parrocchiale che, dedicata a santa Maria Assunta, risale al XVII secolo. Riedificata nel corso del XX secolo, custodisce opere di notevole pregio, tra cui spiccano due polittici.
Oltre alle chiese già menzionate precedentemente, che sono situate corrispettivamente nella frazione Torre (Chiesa di Sant'Antonio Abate) e in centro Valtorta (Chiesa di Santa Maria Assunta), è importante citare la presenza di alcune piccole chiesette localizzate nelle varie frazioni, che in passato costituivano la sede degli oratori. Presso Costa è situata la chiesa di Sant'Antonio di Padova e San Bernardo, risalente al 1683. La chiesetta di Cantello venne costruita in onore ai santi Rocco e Sebastiano e fu ultimata nel 1639, a seguito della peste del 1630. Di notevole interesse è anche la chiesa di San Lorenzo, localizzata nella parte superiore della frazione Rava ed è risalente all'Ottocento. È infine da ricordare la chiesa dell'Addolorata nel piccolo borgo di Fornonuovo. La chiesa venne completata nel 1753, ma fu distrutta a causa dell'alluvione del 29 giugno 1890. A seguito di questa catastrofe, venne ricostruita nel 1892 e restaurata nel 1956.

### Altro

#### Ecomuseo di Valtorta
Merita sicuramente una visita l'ecomuseo di Valtorta, voluto da Angela Marabese e famiglia, con l'intento di valorizzare le risorse del paese. La componente principale è il museo etnografico "Alta Valle Brembana", posto in quella che veniva definita come la casa della Pretura. Si tratta di un edificio medievale, un tempo sede della residenza del vicario, nonché casa comunale. Grazie a questo progetto sono stati ricostruiti ambienti tipici della zona, tra cui un mulino ad acqua, e sono stati raccolti numerosi attrezzi della quotidianità rurale. Si tratta di oggetti reperiti dalle persone del luogo, le quali si misero a cercare nelle soffitte e negli scantinati delle proprie abitazioni. Furono in grado di raccogliere un migliaio di oggetti, deposti in un primo momento nelle sale messe a disposizione dalla parrocchia e, solamente in seguito, all'interno del museo etnografico. Una volta terminato il materiale messo a disposizione dalla popolazione dei valtortesi, i promotori e gli appassionati iniziarono a cercare anche al di fuori del paese, per poi sistemare gli oggetti trovati all'interno del museo. In questo modo, il museo etnografico ricrea perfettamente una casa tradizionale altobrembana, mettendo in risalto gli ambienti tipici della cultural locale, che per secoli hanno rappresentato lo stile di ogni casa del posto. Dall'ingresso del museo, situato al pianterreno, si accede ad un ampio portico. Già in questo luogo è possibile osservare alcuni attrezzi usati un tempo per l'agricoltura, l'allevamento, la silvicoltura, così come strumenti per la pesca e la caccia. Dopo il portico, si accede alla stanza detta la stua, al centro della quale è posto il tipico focolare, con il paiolo di ghisa appeso al soffitto. Accanto a questa stanza, si trova la bottega del calzolaio. Sempre dal portico si ha la possibilità di entrare nell'antica stalla dei cavalli, dove è stata ricostruita la casera per la produzione del formaggio. Dal fondo del portico, tramite delle scale, si può salire al piano nobile, dove, con un ampio corridoio, si ha l'accesso a varie stanze, tra cui la cucina-soggiorno, la sartoria e la camera da letto. Con una scala di legno, si ha la possibilità di raggiungere il secondo piano, dove si trovano la bottega del falegname, un salone adibito alla lavorazione del ferro e uno dedicato alla tessitura.

#### Tombolata di Valtorta
La sera del 14 agosto di ogni anno, vigilia della festa comunale, viene organizzata all'interno del campo sportivo la tombolata annuale che solitamente riesce a coinvolgere persone provenienti anche al di fuori della Valtorta per via degli ingenti premi messi in palio. L'intero evento è per tradizione condotto dal Sindaco e, nonostante la capienza ridotta delle vie del paese, in alcune occasioni si sono raggiunte le 3000 presenze. Tra i premi più ambiti si ricordano un SUV, una crociera nei Caraibi, una motocicletta e una motofalciatrice.

## Società

### Evoluzione demografica
Abitanti censiti

## Galleria d'immagini

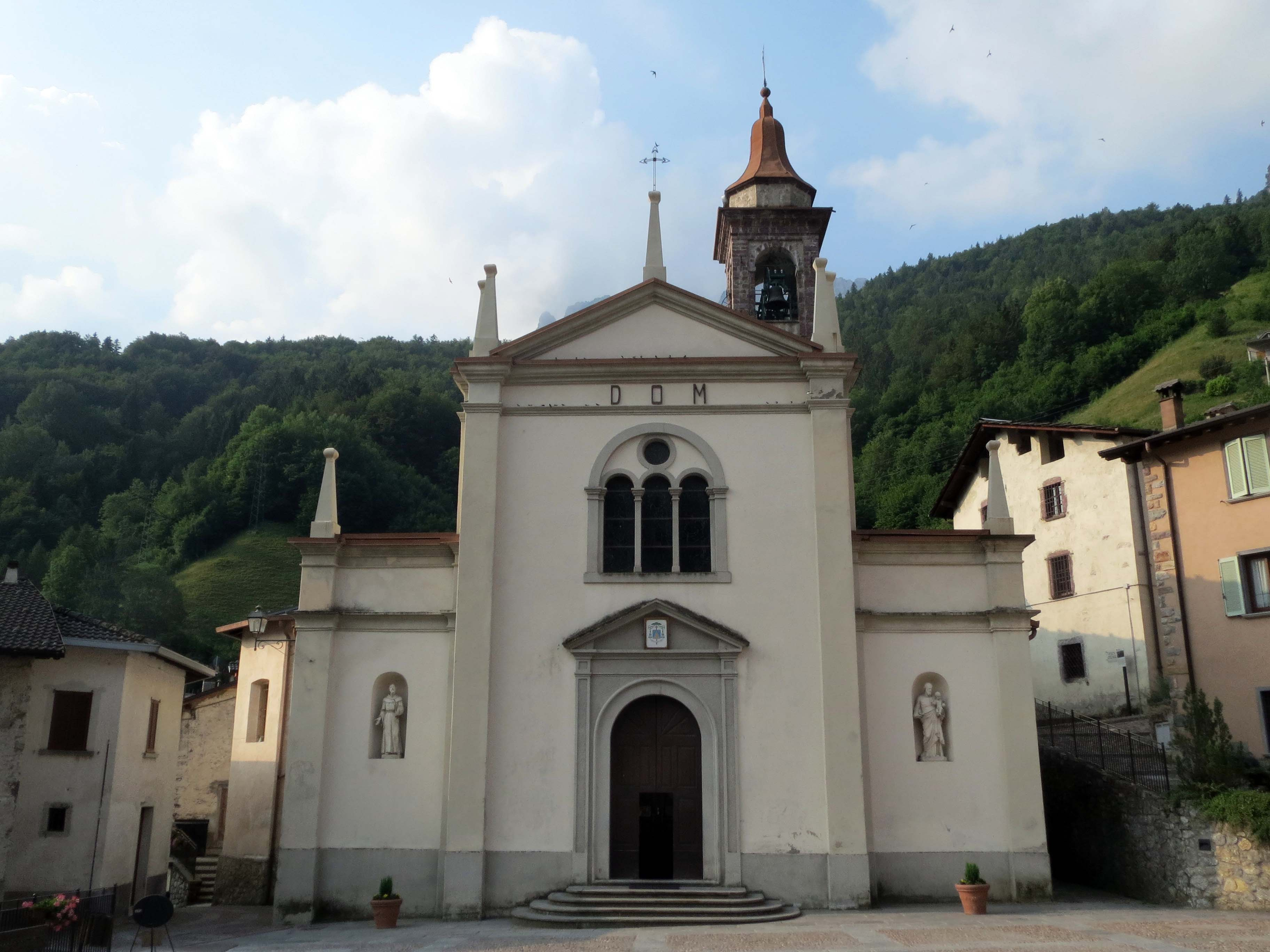
S.Maria Assunta
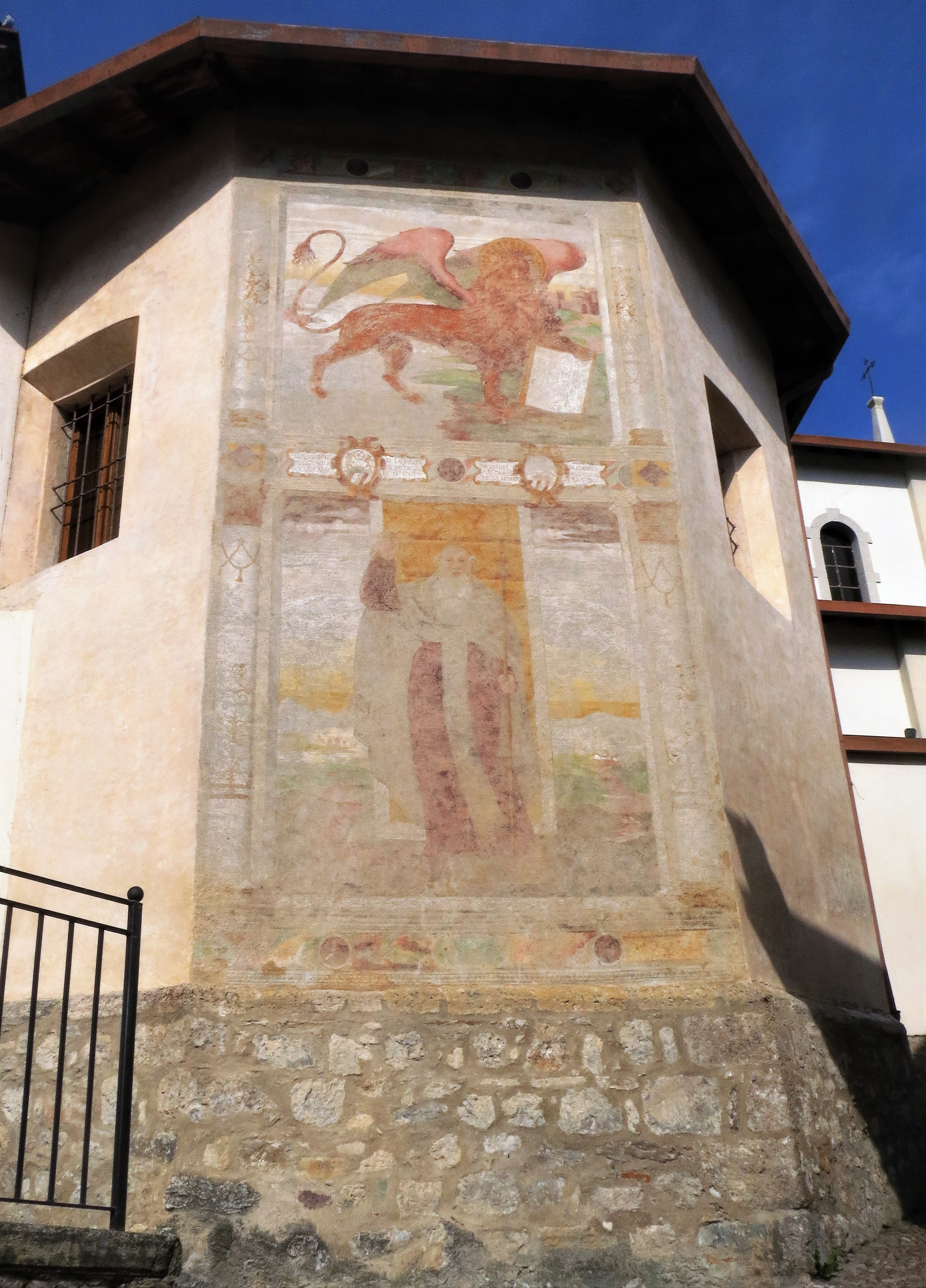
S.Maria Assunta, parete esterna (XVI sec.)
Sant'Antonio Abate
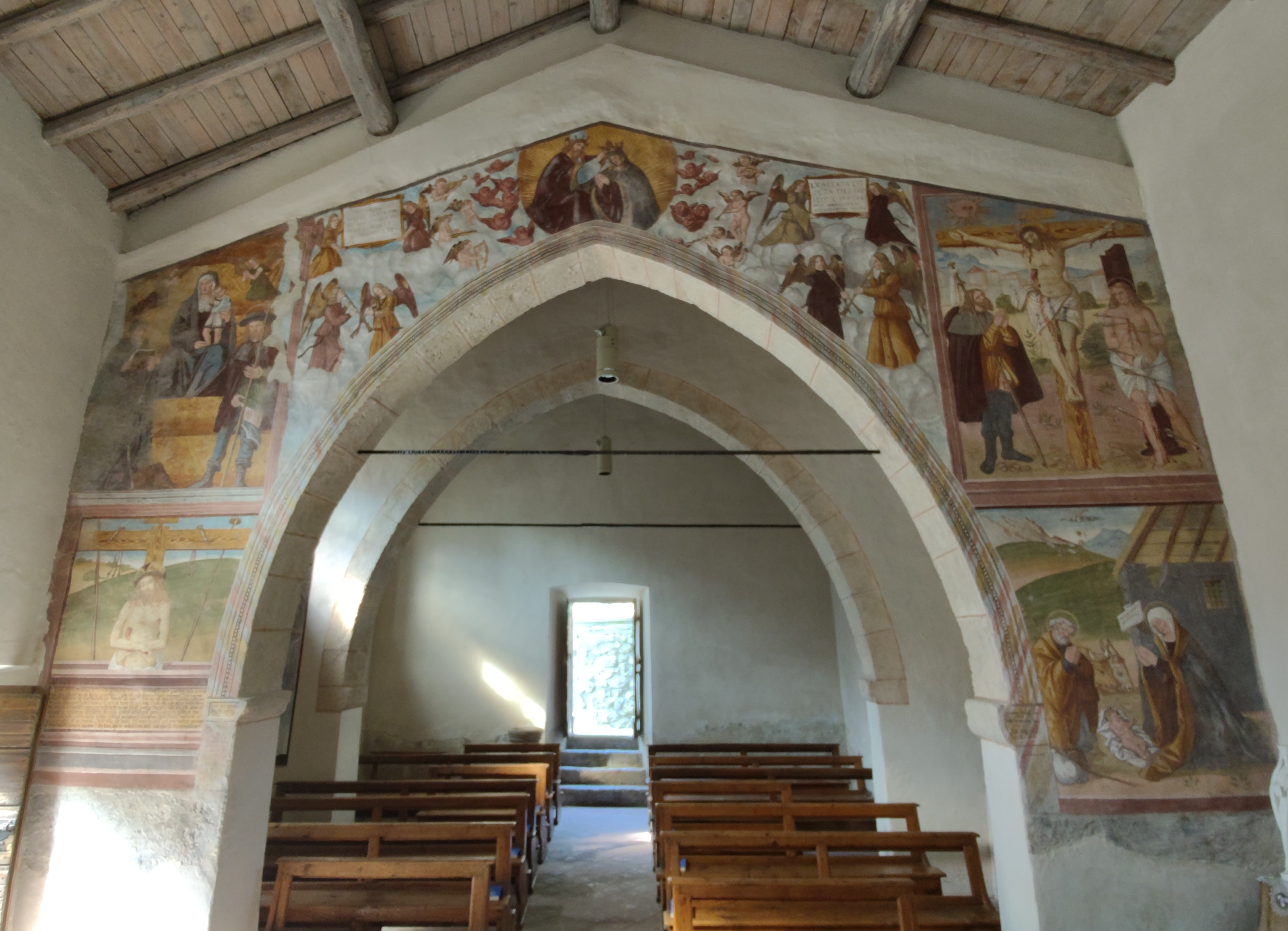
Sant'Antonio Abate, interno
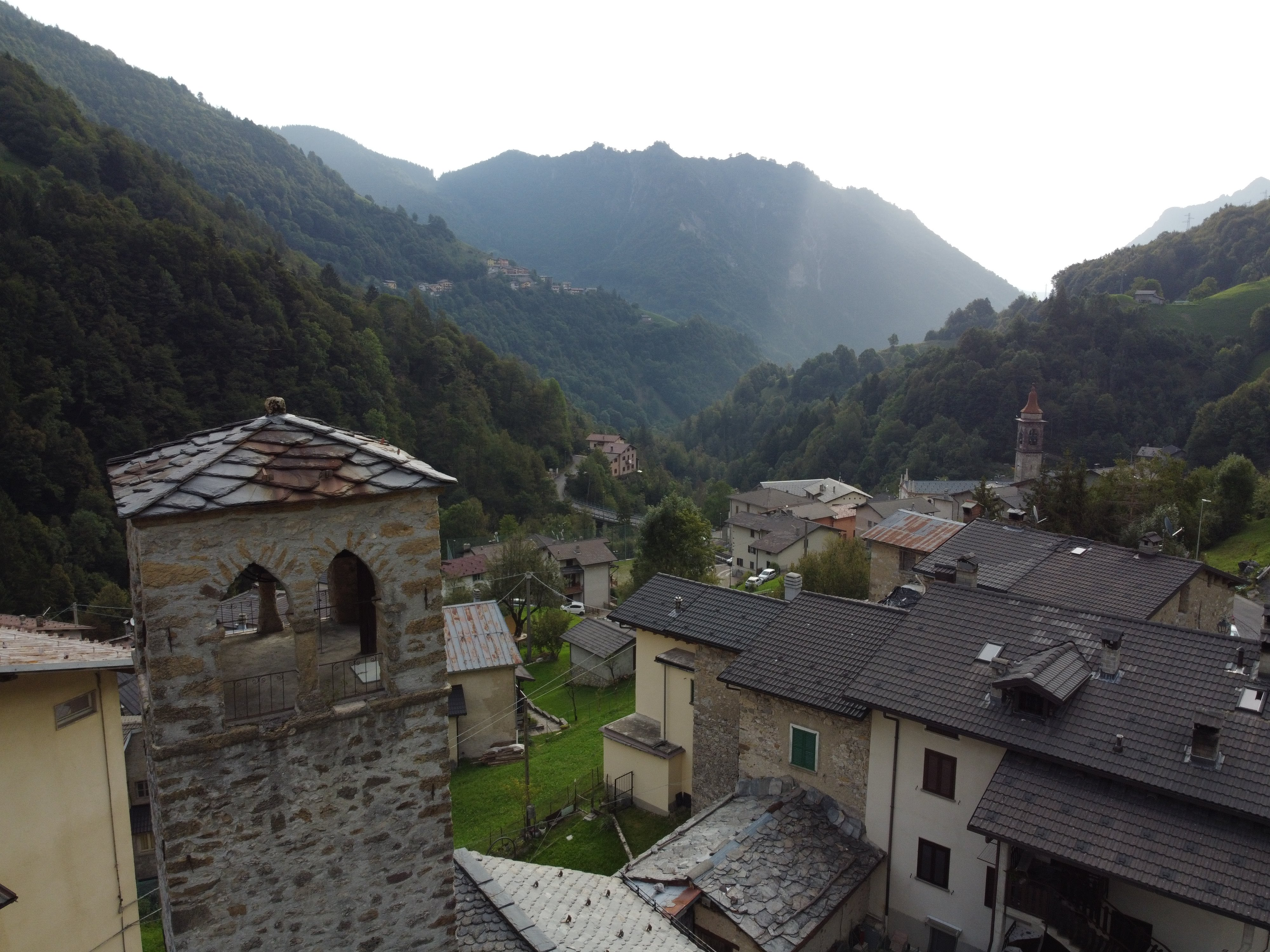
Panorama aereo dalla frazione Torre
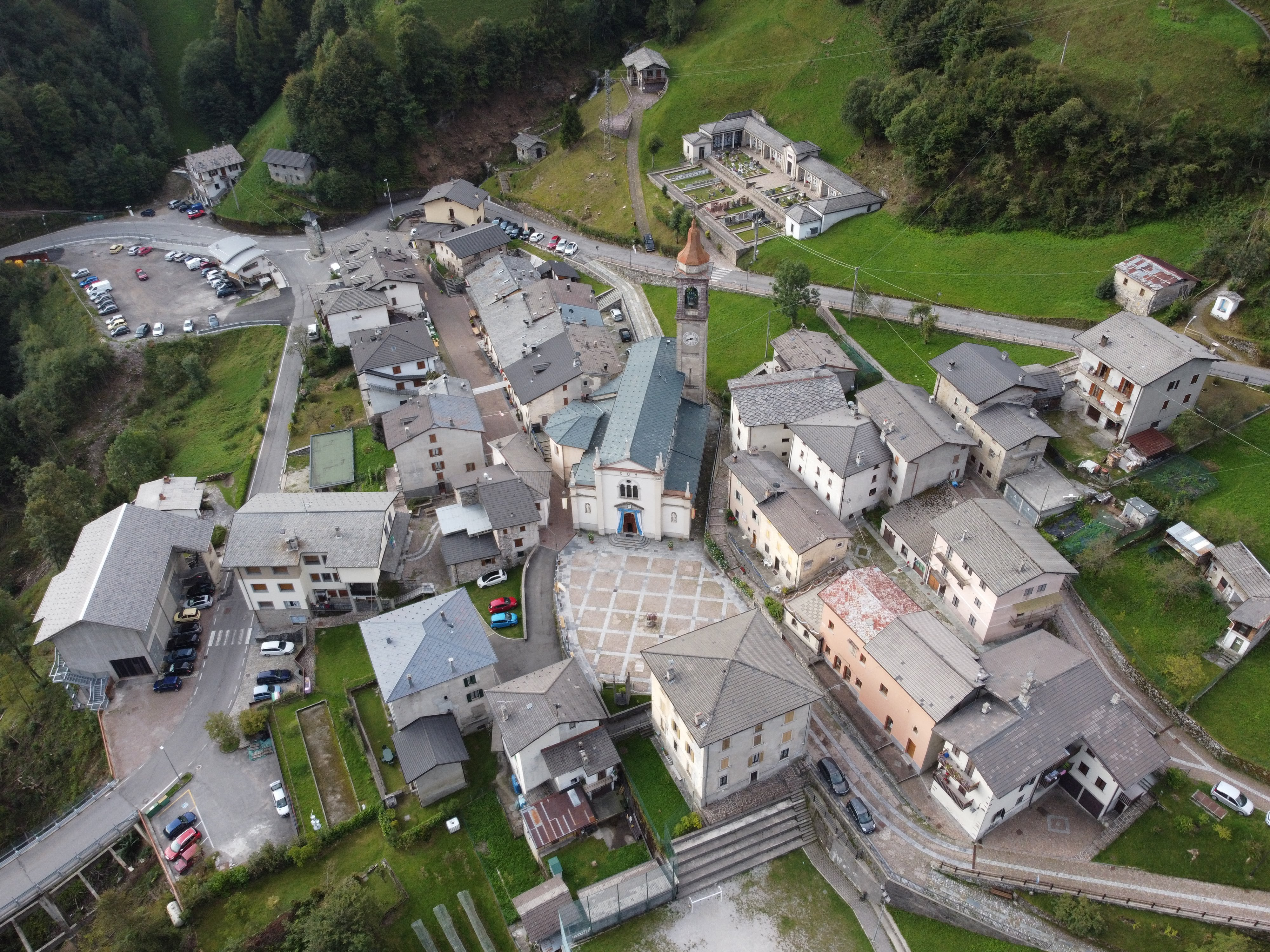
Panorama aereo sulla piazza e chiesa S.Maria Assunta